# シルバード
シルバード（英語版ではEpoch）は、コンピュータRPG『クロノ・トリガー』に登場する架空の乗り物。
最初は時間を移動するだけのタイムマシンであるが、後に改造で飛行機能が追加され、空を飛ぶことができるようになる。ゲーム中で主人公たちが時間と空間を移動するために使用され、主人公たちの旅の手助けとなる。

## クロノ・トリガーでのシルバード
シルバードは、古代 (B.C.12,000) に栄えたジール王国の“理の賢者”ガッシュによる、最後の発明品である。古代にいたガッシュは、宇宙寄生生物ラヴォスの影響で、未来 (A.D.2300) へ飛ばされてしまう。そこでガッシュは、A.D.1999に起きた、後に「ラヴォスの日」と呼ばれる大災厄によって死の星と化した世界で生きることを余儀なくされる。
ガッシュは未来でラヴォスの研究を続け、一つの時代に限らない多くの人々の力を一つに合わせれば、ラヴォスを倒せる可能はまだゼロに等しいものの完全にゼロではないと考えた。そしてガッシュは元の時代に戻ろうと狂気に犯されつつも研究を続け、タイムマシンを作ることに成功する。ガッシュはこのタイムマシンを「時をわたる翼」と呼んだ。しかし完成した頃にはガッシュの精神は寿命を迎えようとしていた。ガッシュの精神は間もなく死んでしまうが、精神の死の前に己の意識をヌゥ型の「なぞの物体」に移植する。
主人公であるクロノたちは、旅を続けるためにゲートとは異なる時間移動の手段を探し求めて、ガッシュが居た監視者のドームを訪れる。ガッシュの意識が移植された「なぞの物体」は、クロノたちにタイムマシンを与え、その使い方を教える。このとき、このタイムマシンに名前をつけることができる（デフォルトネームは「シルバード」）。この時点ではシルバードに翼は無く、上空を飛ぶことはできないが、異なる時代の同じ地点に移動することができる。クロノたちはシルバードを使って、古代のジール王国へ戻る。PS版では時間移動は飛行時と同様ジェットで浮いて発進して次元空間へと高速移動する様子がアニメーションムービーで描かれている。
ラヴォスが目覚めてジール王国が崩壊した後、世界の多くの陸地が沈んだが、シルバードはまるで自らの意思で主人公たちを追ってきたかのように流れ着いていて、残された村の長老から不思議な船だと評されている。
ジール王国崩壊でジール女王と彼女の後継者であるサラとジャキが行方不明になったため、ダルトンは自らを新たな王と僭称し、主人公たちはダルトンに捕らえられ監禁され、シルバードは奪われてしまう。ダルトンはシルバードに飛行機能を追加して自身の玉座「スカイ・ダルトン・ギョクーザ」と称した。主人公たちは逃げ出してダルトンを倒し、空飛ぶタイムマシンとなったシルバードを取り返す。なお、ダルトンがシルバードを奪って愛機に改造したのは古代で賢者ガッシュが設計していた乗り物の形状をダルトンが知っていてシルバードと同じ形状だったのが理由であるため、「時をわたる翼」そのものを設計する以前からの設計ではあるものの、飛行機能もガッシュ本人の設計によるものである。着陸時には翼は本体に収納され、当初と変わらぬ形になる。
飛行機能を持った状態のシルバードで「ラヴォスの日」へ移動すると、地表に現れたラヴォスに突撃するかどうか選択できる。ロボによれば、外殻と戦ってもラヴォス自体にダメージは無く、ラヴォスの外殻と同等の強度を誇るシルバードなら突撃は可能であるが、それに伴う搭乗者へのショックが問題となり、シルバードのエネルギーと搭乗者たちの精神エネルギーを一体にすることで極めて低い確率ではあるものの内部へ突破可能になるという。突撃を行なうと、ラヴォスの外殻を破りラヴォス体内へ直接侵入することができる。これにより、ラヴォス外殻との戦闘を回避することができるが、シルバードは完全に大破してしまう。この場合ゲーム上の都合により、帰りのゲートとセーブポイントがラヴォス体内にない。
ラヴォスを倒した後、シルバードが残っている場合、クロノ・ルッカ・マールの3人は時間移動することの重さを鑑みてシルバードの破壊を決意するが、ゲート消滅の直前にクロノの母親が入ってしまい、クロノたちは引き続きシルバードを使用することになる。クロノ復活が成されておらずシルバードが大破した場合、ルッカは転送機を改造してシルバードに変わる新たなタイムマシンを完成させる。

## クロノ・クロスでのシルバード
『クロノ・クロス』では、ANOTHER WORLDの蛇骨館に理の賢者ガッシュが登場する。蛇骨館の隠し部屋では、シルバードの進化形と思われる「ネオ・シルバード」を見ることができ、ガッシュがネオ・シルバードに乗って現代へ渡ってきたことが分かるが、作中で主人公たちがこのタイムマシンを使用することはできない。なお、これは未来世界の技術とガッシュが持つ魔法の知識が合わさって作られた者。ガッシュはこの知識を用いて時間に関する研究を行っていない。

## 備考
『ゼノギアス』において、ルッカがシルバード2号について言及している。